# Piero Dusio
‎
Piero Dusio, italijanski nogometaš in dirkač Formule 1, * 13. oktober 1899, Scurzolengo, Asti, Kraljevina Italija, † 7. november 1975, Buenos Aires, Argentina.

## Življenjepis
Piero Dusio je v letih 1921 in 1922 odigral tri tekme za italijanski nogometni klub Juventus, toda zaradi poškodbe kolena je moral nogometno kariero končati in preusmeril se je v dirkanje. V sezoni 1937 je zmagal na dirki Mille Miglia, bil je šesti tudi na dirki za Veliko nagrado Italije v sezoni 1936. Ustanovil pa je tudi manjše dirkaško moštvo Scuderia Torino ter tovarno Consorzio Industriale Sportiva Italia, ki se je kasneje preimenovala v Cisitalia. V Formuli 1 je nastopil le na domači in zadnji dirki sezone 1952, kjer se mu z dirkalnikom Cisitalia D46 lastnega privatnega moštva ni uspelo kvalificirati na dirko. Umrl je leta 1975 v Argentini, kamor se je nekaj let pred smrtjo preselil. 

## Popolni rezultati Formule 1
(legenda)
| Leto | Moštvo      | Šasija        | Motor     | 1   | 2   | 3   | 4   | 5  | 6   | 7   | 8       | Prv | Toč |
| ---- | ----------- | ------------- | --------- | --- | --- | --- | --- | -- | --- | --- | ------- | --- | --- |
| 1952 | Piero Dusio | Cisitalia D46 | Cisitalia | ŠVI | 500 | BEL | FRA | VB | NEM | NIZ | ITA DNQ | -   | 0   |